# Santa Teresita-Mar del Tuyú
Se denomina Santa Teresita - Mar del Tuyú (36°32′S 56°41′O / -36.533, -56.683) a la aglomeración urbana que se extiende entre las localidades balnearias argentinas de Santa Teresita y Mar del Tuyú del partido de La Costa en la provincia de Buenos Aires, a lo largo de una franja costera sobre el Mar Argentino, el límite de ambas localidades es la Avenida 50.

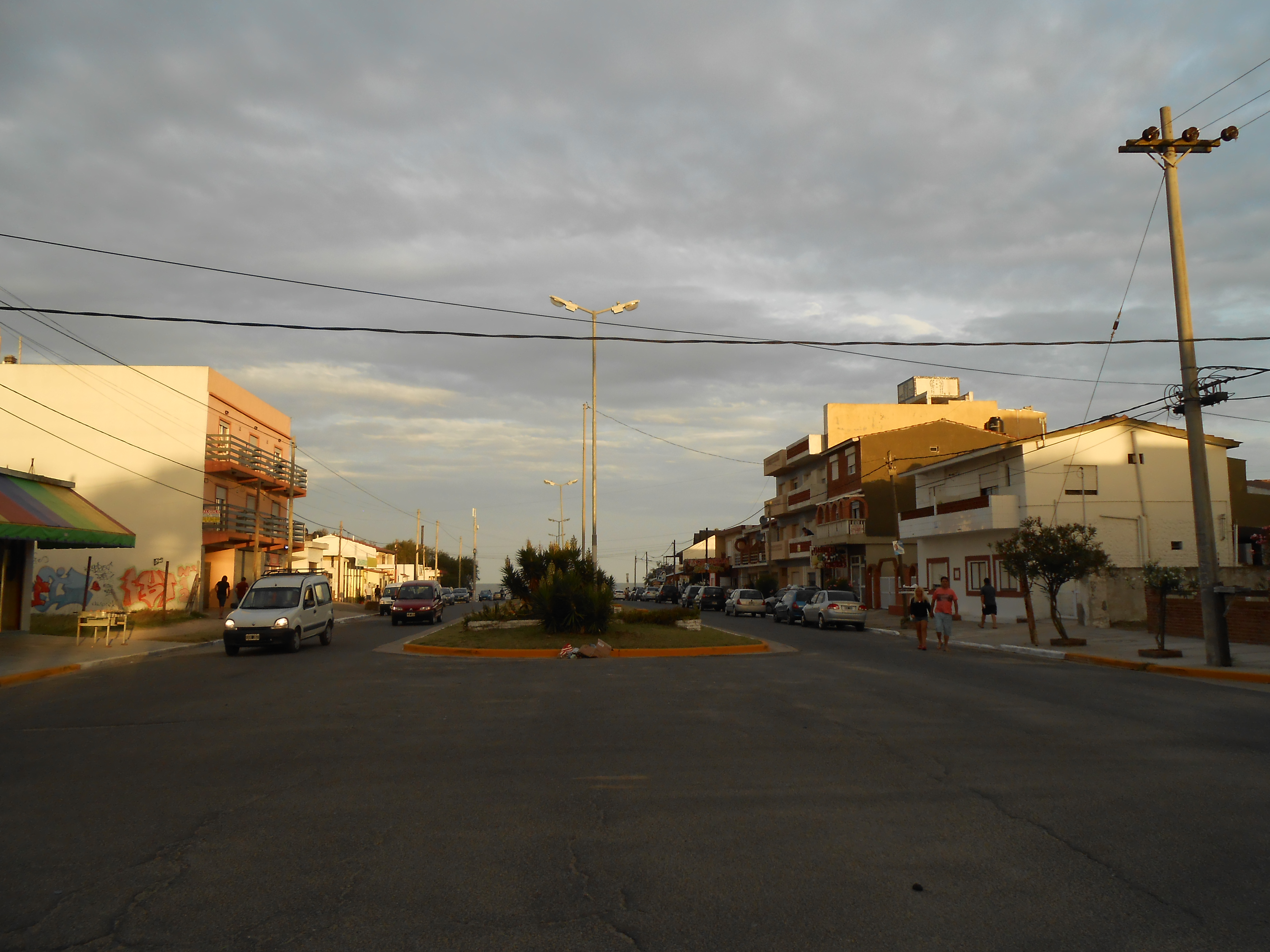
La Avenida 58 delimita las 2 ciudades del aglomerado. Santa Teresita (a la izquierda) se encuentra al norte, y Mar del Tuyú (a la derecha) al sur. La imagen fue tomada mirando hacia el este.

Esta aglomeración cumple funciones administrativas, al ser la cabecera del Partido de La Costa.
Con 23,283 habitantes (Indec, 2010), es el 45° centro urbano más poblado de la provincia.
En el anterior censo contaba con 19,950 habitantes (Indec, 2001), lo que representa un incremento del 18%. 
| Localidad      | Población (2010) | Población (2001) | Población (1991) | Variación Intercensal |
| -------------- | ---------------- | ---------------- | ---------------- | --------------------- |
| Total          | 23.283           | 19.950           | 11.862           | +18%                  |
| Santa Teresita | 15.213           | 13.034           | 9.063            | +18%                  |
| Mar del Tuyú   | 8.070            | 6.916            | 2.799            | +19%                  |